# Ruescas
Ruescas es una localidad y pedanía española de los municipios de Almería y Níjar, ambos en la provincia de Almería, situada a 20 km de Almería y a 23 km de Níjar. En 2021 contaba con 130 habitantes en la parte situada en el término municipal de Almería y 528  habitantes en la parte situada en el término municipal de Níjar (INE).

## Geografía
Ruescas está situada a una altitud de 20 m s. n. m., en la parte oriental de término municipal de Almería y occidental del municipio de Níjar, 20 km al este de la ciudad de Almería y 23 km de la localidad de Níjar. La localidad está dentro del parque natural del Cabo de Gata-Níjar.

## Patrimonio histórico
Existen cartografías originarias de mediados del siglo XVIII hasta finales del siglo XIX que ubican un castillo en la población de Ruescas, el primero de ellos en el que se tiene constancia fue creado por Tomás López hacia 1761 y el último fue impreso por la empresa de Thomas Letts en 1883 en Londres. Sin embargo a día de hoy se desconoce la ubicación exacta de dicho castillo; en el mismo pueblo nadie tiene constancia de ello, ni tan siquiera a través de dichos populares. Una de las posibilidades, es que se le diera este nombre en la época al hoy conocido como Cortijo de Torre Marcelo, sobre el que Juan Goytisolo escribió en su novela Campos de Níjar.